# 林传福
林传福，印尼名德固·卡利亚（1937年9月22日—2001年12月11日），印度尼西亚电影导演。享有“印尼戏剧大师”的称号。